# Thomas Jonathan Coffin Amory
Thomas Jonathan Coffin Amory (né le 27 novembre 1828 à Boston dans le comté de Suffolk, État du Massachusetts, et décédé le 7 octobre 1864 à Beaufort dans le comté de Carteret, État de Caroline du Nord) est un brigadier-général de l'Union. Il est enterré à Jamaica Plain dans le comté de Suffolk, État du Massachusetts,.

## Avant la guerre
Thomas Jonathan Coffin Amory est diplômé de West Point le 1er juillet 1852, et est affecté, en qualité de second lieutenant, au 7th United States Regular Infantry.
Il est promu premier lieutenant le 16 octobre 1855, et capitaine le 7 mai 1861.

## Guerre de Sécession
Thomas Jonathan Coffin Amory est promu commandant alors qu'il est affecté au 8th United States Regular Infantry le 19 septembre 1864. Puis, il prend le commandement du 7th Massachusetts Volunteer Infantry en tant que colonel.
Il est breveté brigadier-général des volontaires le 1er octobre 1864, pour « bravoure et services méritants ».
Il meurt, victime, ainsi que son épouse, d'une épidémie de fièvre jaune, le 8 octobre 1864.